# X-Men 2.
Az X-Men 2 (eredeti cím: X2: X-Men United) 2003-ban bemutatott egész estés amerikai szuperhősfilm, az X-Men – A kívülállók című film folytatása, mely ugyancsak az X-Men képregénysorozat alapján készült. A film rendezője az első részt is rendező Bryan Singer. A főbb szerepekben Hugh Jackman, Patrick Stewart, Ian McKellen, Famke Janssen, Brian Cox,  Alan Cumming és Anna Paquin látható.
Amerikában 2003. május 2-án, Magyarországon 2003. május 1-én mutatták be a mozikban.

## Cselekmény
A második rész cselekménye a Fehér Házban kezdődik, ahol egy teleportáló mutáns megpróbál az Amerikai elnök életére törni. A merénylet azonban meghiúsul. Az eseményt követően feltűnik a színen William Stryker ezredes, az egykori hadúr és tudós, aki a támadás ürügyén engedélyt kér az elnöktől arra, hogy a mutánsok ellen radikálisabb eszközöket is bevethessen.
Ezalatt Farkas, azaz Logan a Sziklás-hegységnél próbál válaszokat találni múltjára; Xavier professzor diákjai pedig egy múzeumlátogatáson vesznek részt. Mikor visszatérnek az iskolába, szinte azonnal betoppan Logan is, akit a barátai boldogan fogadnak. Xavier arra kéri Logant, hogy aznap este vigyázzon a gyerekekre, mivel Jean és Ciklon Bostonba repülnek, hogy megkeressék az elnök merénylőjét, ő maga pedig Scottal meglátogat egy "régi barátot".
Mystique, Magneto szabadlábon járó alakváltó szolgája eközben titokban kézbe veszi a dolgokat. Mivel Kelly szenátor képében nem sikerült hatnia Stryker-re, ezért inkább kémkedni kezd a szemükben lévő szálka után. Az ezredes asszisztensének képében betör Stryker számítógépes rendszerébe, és kideríti, hogy Stryker egy olyan projekten dolgozik, amihez szüksége van egy Cerebro-másolatra, de nem tudni milyen célból.
Jean és Ciklon ezalatt rátalálnak az elnök merénylőjére egy bostoni, elhagyatott templomban. A mutánst Kurt Wagnernek hívják és Mystique-hez hasonlóan ő is elvesztette a normális emberi küllemét. Az istenfélő mutáns megesküszik Jeanéknek, hogy egyáltalán nem emlékszik a merényletre, és hogy ő senkit sem akart bántani. Valószínűleg irányították a gondolatait.
Mindeközben az iskolában teljes a nyugalom, Farkasnak azonban álmatlan az éjszakája. Szobájából kimozdulva az étkezőben összefut Vadóc új barátjával, Bobby Drakkel, akivel aztán hosszan beszélgetni kezdenek. Ezalatt Xavier meglátogatja Magnetot annak műanyag-cellájában, ahol szörnyű ténnyel szembesül: Eric gondolataiban olvasva rájön, hogy Stryker vallatásnak vetette alá Magnetot, melynek során az mindent elmondott Strykernek a mutánsiskoláról, és ezt Magneto nem is tagadja. Stryker emberei – akik Magnetot is fogva tartják – ekkor foglyul ejtik Xaviert és Küklopszot, Magneto pedig csak ennyit mond: "Kitört a háború". Ezzel párhuzamosan a mutánsiskolát kommandósok támadják meg, mivel az iskola a következő célpontja a Stryker által indított offenzívának. Logan felveszi a harcot a behatolókkal, egy részüket sikerül is likvidálnia. Közben a diákok egy részét sikerül kimenekíteni az iskolából, azonban hat tanulót foglyul ejtenek Stryker emberei. Strykernek sikerült bejutnia a Cerebroba is, mert szüksége van rá a saját terveihez. Logan Vadócot, Bobbyt és annak haverját, Johnt egy titkos átjárón át próbálja menekíteni, ám váratlanul szembetalálkozik magával Strykerrel miközben a többieket próbálja fedezni. Stryker úgy beszél az emlékeit vesztett Logannal, mintha egyszer régen már találkoztak volna, és ez az érzés Logan-nek sem idegen. A rejtélyes találkozásnak egy jégfal vet véget, amit Bobby emel kettejük közé. Logan ekkor csatlakozik a barátaihoz, akikkel a garázsba megy, onnan pedig Küklopsz kocsijával Bostonba indulnak.
Stryker ezután visszatér a titkos bázisára, ahol már várja őt a szigorúan őrzött Xavier professzor. A Strykerrel való beszélgetése során Charlesban összeáll a kép: az elnök elleni merényletet titokban Stryker rendezte meg, méghozzá azért, hogy így a mutánsellenes mozgalmát végre elfogadják. Stryker mindezt azzal magyarázza, hogy amióta a fia, Jason, aki Xavier egykori tanítványa volt, veszélyes, tudatbefolyásoló képessége miatt a felesége öngyilkos lett, azóta csak a mutánsok irtása lebeg a szeme előtt. Az ezredes ezután bemutatja Xaviernek a 143-as mutánst, akinek az agya által kiválasztott folyadékkal (Xavier kivételével) bárkit irányítani lehet (mint például Magnetot vagy Kurtot) és aki nem más mint Jason, Stryker agyhalott fia.
Logan és három barátja reggelre elérnek Bostonba, ahol Bobby családjának házában találnak menedéket. Amikor a lakók (Bobby apja, anyja és öccse) hazaérnek, Bobby kénytelen nekik elmondani hogy ő valójában mutáns, mivel erről a családja sosem tudott. Bobby öccse Ronnie azonban nem bírja ezt elviselni ezért kihívja a rendőrséget mondván, hogy mutánsok törtek be hozzájuk.
Amíg Loganék Bostonban időznek, addig Magneto megszökik a műanyag-börtönéből, mivel Mystique korábban egy bombanő képében vaskoncentrátumot csempészett a Magnetot rendszeresen ellenőrző őr vérébe. Magneto kiszívja a fémet az őr testéből, amiből kis vasgolyókat formálva szétzúzza maga körül a cellát.
Farkas és társai ezalatt távozni készülnek Bobbyéktól, ám a házból kilépve rendőrök fogadják őket. John, vagyis Piró, aki manipulálja a tüzet könnyedén hatástalanítja a fegyvereseket. A képességét azonban nem igazán tudja kordában tartani, ezért végül Vadóc fékezi meg. Ekkor érkezik meg Jean, Ciklon és Kurt repülővel, akiket Logan már értesített korábban. A csapat repülőbe száll és útnak indulnak, ám hamarosan társaságot kapnak, mivel a légierő vadászrepülői támadnak rájuk. Ciklon tornádókat gerjesztve próbálja őket fedezni, ám az utolsó pillanatban két célra tartó rakéta mégis a nyomukba kerül. Ciklon és Jean minden erejüket beleadva is csak az egyik rakétát sikerül hatástalanítania, a másik eltalálja a repülő egyik hajtóművét. A gép zuhanni kezd, mely során Vadóc kizuhan a gépből, ám a teleportáló Kurt megmenti az életét. A zuhanást csodával határos módon olyasvalaki fékezi meg, akire a csapat egyáltalán nem számít: Magneto, Mystique-kel az oldalán.
A csapat egykori ellenségeikkel az oldalán egy erdőben rejtőzik el, ahol Magneto megosztja az X-manekkel azt amit tud: Stryker lemásolta Cerebrot, amit arra akar használni, hogy megtaláltassa Xavierrel az összes mutánst a földön és ha a professzor eléggé rákoncentrál az összes mutáns agyára, akkor meg is öli mindet. Mystique korábban megszerezte Stryker bázisának a vázlatát, ám arról fogalmuk sincs, hogy a maga a bázis valójában hol van. Végül Kurt emlékeiből Jean megtudja, hogy a bázis a Sziklás-hegység lábánál lévő Sós-tó alatt található, ott ahol Logan már járt korábban. Az is kiderül, hogy Farkas is Strykernek köszönheti az adamantium-csontjait és az emlékei elvesztését. Az éjszaka folyamán Logan és Jean csókolóznak, amire Mystiqe is felfigyel. Az alakváltó már régóta szemet vetett Farkasra, és a helyzetet látva Jean képében megpróbálja elcsábítani Logant annak sátrában. Mikor azonban Farkas látja, hogy egy hamis Jean próbálkozott be nála, elzavarja.
Másnap reggel a csapat megjavított repülővel elindul a Sós-tóhoz, hogy megállítsák Strykert. Ezalatt Stryker fia, Jason agymosásának következtében Xavier akaratán kívül megteszi az első lépést a mutánsirtás felé. Amikor az X-men a bázishoz ér, először a behatolás módját kezdik kidolgozni.
Először Logan lép a föld alatti létesítménybe, hogy felhívja Stryker figyelmét, aki a kamerákon keresztül figyelve be is engedi őt, ám hamar kiderül, hogy az a Logannak látszó Mystique, aki hamar ártalmatlanítja az őröket, és bejutva a létesítmény központi vezérlőjébe, beengedi a társait is. Stryker a saját Cerebrójába sietve gyengéd hangon utasítja a fiát, hogy kényszerítse a tudatmódosult Xavier professzort az összes Földön élő mutáns megtalálására. Ezután parancsot ad az embereinek a Cerebro őrzésére, majd menekülőre fogja.
A beérkező csapat különválik, Magneto és Mystique megtalálja a Cerebrót, benne Xavierrel és Jasonnal. Hamar ártalmatlanítják az őröket és belépnek, de Magneto sisakja kivédi Jason elmetrükkjeit, aki ezután utasítja Mystique-et, hogy Stryker alakjában ugyanúgy utasítsa Jasont, csak most az emberek megtalálására és megölésére. A páros ezután angolosan távozik a létesítményből.
Közben Jean megtalálja a szintén befolyásolt Küklopszot, aki rátámad, de némi párharc után, amivel a létesítmény fölötti duzzasztógátat is meggyengítik, Scott visszaszerzi tudatát, és együtt menekülnek. Ciklon és Árnyék kiszabadítják a gyerekeket, majd ők is rátalálnak a Cerebróra. Nemsokára Jean és Küklopsz is csatlakozik hozzájuk.
Logan eközben rábukkan arra a laborra, ahol az adamantium csontvázat és karmokat beleültették, itt összefut Strykerrel, aki elmondja, hogy más is létezik a Loganéhez hasonló adottságokkal, majd rátámad az ázsiai nő, aki Stryker asszisztense, aki Halálcsapás, ugyanolyan képességekkel, mint Logan, és karmai is vannak, amiket az ujjaiból tud kinöveszteni. Kemény csata kezdődik, aminek a végére Logan csak a felforrósított adamantiummal tud pontot tenni, miután azt Halálcsapásba fecskendezi. Stryker eközben megszökik, de Logan utánaered.
Mivel nem tudják kinyitni a Cerebro ajtaját, Árnyék beteleportálja a helyiségbe Ciklont magával együtt. Ott azonban csak a gyerek Jason illúziójával találkoznak, de Ciklon fagyos vihart kavar, amitől a professzor kezd magához térni, és Jason képességei is gyengülnek. Miután sikerül megtörni az illúziót, Árnyék egyenként kiteleportálja Vihart és a professzort az összeomló helyiségből, amit a Jean és Küklopsz okozta harctól meggyengült gát és az amögött lévő víztömeg készül maga alá temetni. Jason a lehulló törmelék alatt vész.
Logan közben beéri Strykert, aki azzal akarja menteni az irháját, hogy megígéri, mindent elmond Logan múltjáról, ha most rögtön elindulnak, sorsukra hagyva a mutánsokat a bunkerben. Logan azonban Stryker helikopterének futóművéhez láncolja Strykert, és visszaindul kivezetni őket a létesítményből arra, amerre ő is kijutott. Miután a gát áttörik, a víz kész elárasztani a bunkert, ezért arra nem mehetnek, amerről jöttek, csak az időközben visszatérő Logant követhetik, aki kivezeti őket a másik kijáraton.
Közben Magneto és Mystique rábukkan Stryker helikopterére és a hozzáláncolt Strykerre, akit Magneto egy betondarabhoz láncol, majd a helikopterrel elrepülnek, közben pedig felveszik az X-ektől elváló Pirót. A kijáraton kijutó X-ek már csak hűlt helyét találják a helikopternek, de az X-ek repülőjét Vadóc nagy üggyel-bajjal hozzájuk vezeti, akik gyorsan be is szállnak és repülnének is el a feléjük hömpölygő víztömeg elől, de a gép a korábbi sérülésektől meghibásodik. Jean ezért kiszáll, hogy erejével távol tartsa a vizet a repülőtől és felreptesse azt a levegőbe. Miután ez sikerült, elengedi a vízfalat, ami magával ragadja. Küklopsz mindenáron ki akarja menteni, de erre nincs lehetősége, Jeant elragadja az ár.
Nem sokkal ezután a professzor és az X-ek meglátogatják az épp televíziós beszédre készülő elnököt, és a professzor az időt megállítva, hogy az elnökön kívül senki más ne tudjon róla, felvilágosítják az elnököt, hogy valójában Stryker magán-összeesküvése állt az ügy hátterében, ami alapjaiban változtatja meg a mutánsokhoz való hozzáállást.
Később az iskolában a professzor ismét tanítani kezd, de közben egy pillanatra egy erős tudat jelenlétét is érzi az átszakadt gát helyén lévő Sós-tó felől...

## Szereplők
| Színész               | Szerep                        | Magyar hang            | Leírás |
| --------------------- | ----------------------------- | ---------------------- | --- |
| Patrick Stewart       | Charles Xavier / X professzor | Horányi László         | Kerekesszékhez kötött, erős telepatikus mutáns, aki megalapította a "Tehetséges Fiatalok" iskoláját, pacifista, aki hisz abban, hogy az emberek és a mutánsok harmóniában élhetnek együtt. A Magneto és saját maga által tervezett Cerebro eszközt használja arra, hogy a világ minden táján nyomon kövesse és felkutassa a mutánsokat. |
| Hugh Jackman          | Logan / Farkas                | Sinkovits-Vitay András | Titokzatos mutáns, aki amnéziában szenved, és alig vagy egyáltalán nem emlékszik korábbi életére, mielőtt elpusztíthatatlan adamantiumcsontvázzal áldották be. Zord magányos ember, de szerelmes Jean Greybe, és apafiguraként viselkedik Vadóc számára. Három rendkívül tartós adamantium pengét forgat, amelyek mindkét ökléből kijönnek, éles, állatszerű érzékekkel rendelkezik, gyakorlatilag bármilyen sérülésből képes gyorsan gyógyulni, és kíméletlen, agresszív harcos.                                                                        |
| Ian McKellen          | Eric Lensherr / Magneto       | Helyey László          | Egykor Xavier szövetségese volt, most úgy véli, hogy a mutánsok felsőbbrendűek az embereknél, és hogy genetikai háború közeleg. Rendelkezik a fémek mágneses manipulálásának képességével, valamint a mágneses mezők létrehozásának és a repülésnek a képességével. Olyan sisakot visel, amely immunissá teszi Xavier erejére és minden kapcsolódó telepatikus erőre. Bebörtönözve William Stryker begyógyszerezi a Cerebroról és a Xavier Intézetről szóló információkért, majd megszökik, és szövetséget köt az X-Menekkel, hogy megállítsák Strykert. |
| Halle Berry           | Ororo Munroe / Ciklon         | Tátrai Zita            | Afrikai mutáns és a Xavier iskolájának tanára, aki az elméjével képes irányítani az időjárást. Összebarátkozik Árnyékkkal. |
| Famke Janssen         | dr. Jean Grey                 | Fehér Anna             | Xavier iskolájának tanára és az X-kúria orvosa, telepatikus és telekinetikus képességei az X-Men Magneto elleni csatája óta növekedni kezdtek. Küklopsz menyasszonya, annak ellenére, hogy Rozsomákhoz vonzódik. |
| James Marsden         | Scott Summers / Küklopsz      | Rékasi Károly          | Az X-Men terepvezetője és a Xavier Intézet tanára, aki a szeméből irányíthatatlan, rázó erejű sugarakat lövell ki, és a szemellenzőt viseli, hogy irányítani tudja őket. Jean jegyese. Foglyul ejti és agymosást végez rajta Stryker. |
| Anna Paquin           | Marie / Vadóc                 | Szénási Kata           | Lány, aki képes magába szívni bármelyik ember emlékeit és képességeit, ha megérinti őket. Mivel nem tudja irányítani ezt az erőt, könnyen megölhet bárkit, ezért nem tud emberek közelébe kerülni. |
| Rebecca Romijn Stamos | Mystique / Grace              | Orosz Helga            | Magneto alakváltó csatlósa, Mystique kék színű, pikkelyekkel borított, és kémként tevékenykedik. Fémet fecskendez egy börtönőrbe, amivel Magneto megszökik, és szexuálisan elcsábítja Farkast is. |
| Brian Cox             | William Stryker               | Papp János             | Katonai tudós, aki Xavier és Cerebro segítségével a mutánsok világméretű népirtását tervezi. Stryker a múltban kísérletezett mutánsokon, köztük Farakson, és egy szérummal irányítja őket - saját fiát használva kísérleti alanynak. |
| Alan Cumming          | Kurt Wagner / Árnyék          | Forgács Péter          | Kedves német mutáns, aki erős katolikus hitet vall, de ironikus módon mégis egy kék démon kinézetével rendelkezik. Stryker felhasználta az Egyesült Államok elnöke elleni merényletben, és segítséget nyújt az X-Mennek. Képes magát (és másokat) azonnal teleportálni egyik helyről a másikra. |
| Bruce Davison         | Kelly szenátor                | Bitskey Tibor          | Bár Kelly meghalt, de Mystique az ő személyiségét használja a kormányba való beépülésre. |
| Aaron Stanford        | John Allerdyce / Piró         | Moser Károly           | Bobby és Vadóc barátja, antiszociális hajlamokkal rendelkezik, és képes irányítani (bár nem tudja létrehozni) a tüzet. |
| Shawn Ashmore         | Bobby Drake / Jégember        | Simonyi Balázs         | Vadóc barátja, képes tárgyakat lefagyasztani és jeget létrehozni. A családja nem tudja, hogy mutáns, és egyszerűen azt hiszik, hogy egy bentlakásos iskolában van. Miután hazatér, Bobby elárulja nekik, hogy mi is ő valójában, a bátyja gúnyolódására. |
| Kelly Hu              | Yuriko Oyama / Halálcsapás    | Kökényessy Ági         | Női mutáns, akinek olyan gyógyító képessége van, mint Farkasnak, és akit Stryker irányít. Hosszú adamantium körmökkel rendelkezik. |
| Daniel Cudmore        | Peter Rasputin / Kolosszus    | Barbinek Péter         | Mutáns, aki képes a testét fémmé változtatni. |
| Michael-Reid Hogan    | Jason Stryker                 | Nem szólal meg         | William Stryker fia, aki illúziókat tudott teremteni. |
| Keely Purvis          | Kislány                       | Kántor Kitty           | Jason avatárként használta Xavier irányításakor. |
| Cotter Smith          | McKenna                       | Kőszegi Ákos           | Az Amerikai Egyesült Államok elnöke. |
| Ty Olsson             | Mitchell Laurio               | Bodrogi Attila         | Magneto börtöncellájának biztonsági őre. |
| Katie Stuart          | Kitty Pryde                   | Nem szólal meg         | Az iskola tanulói. |
| Bryce Hodgson         | Artie                         | Nem szólal meg         | Az iskola tanulói. |
| Kea Wong              | Jubilitation Lee / Jubilee    |                        | Az iskola tanulói. |
| Shauna Kain           | Theresa Rourke / Szirén       | Nem szólal meg         | Az iskola tanulói. |
| Steve Bacic           | Dr. Hank McCoy                |                        | A tévében az egyik szakértő. |
| Chiara Zanni          | Idegenvezető a Fehér Házban   | Zsigmond Tamara        | Idegenvezető a Fehér Házban |